# Teatinos (Málaga)

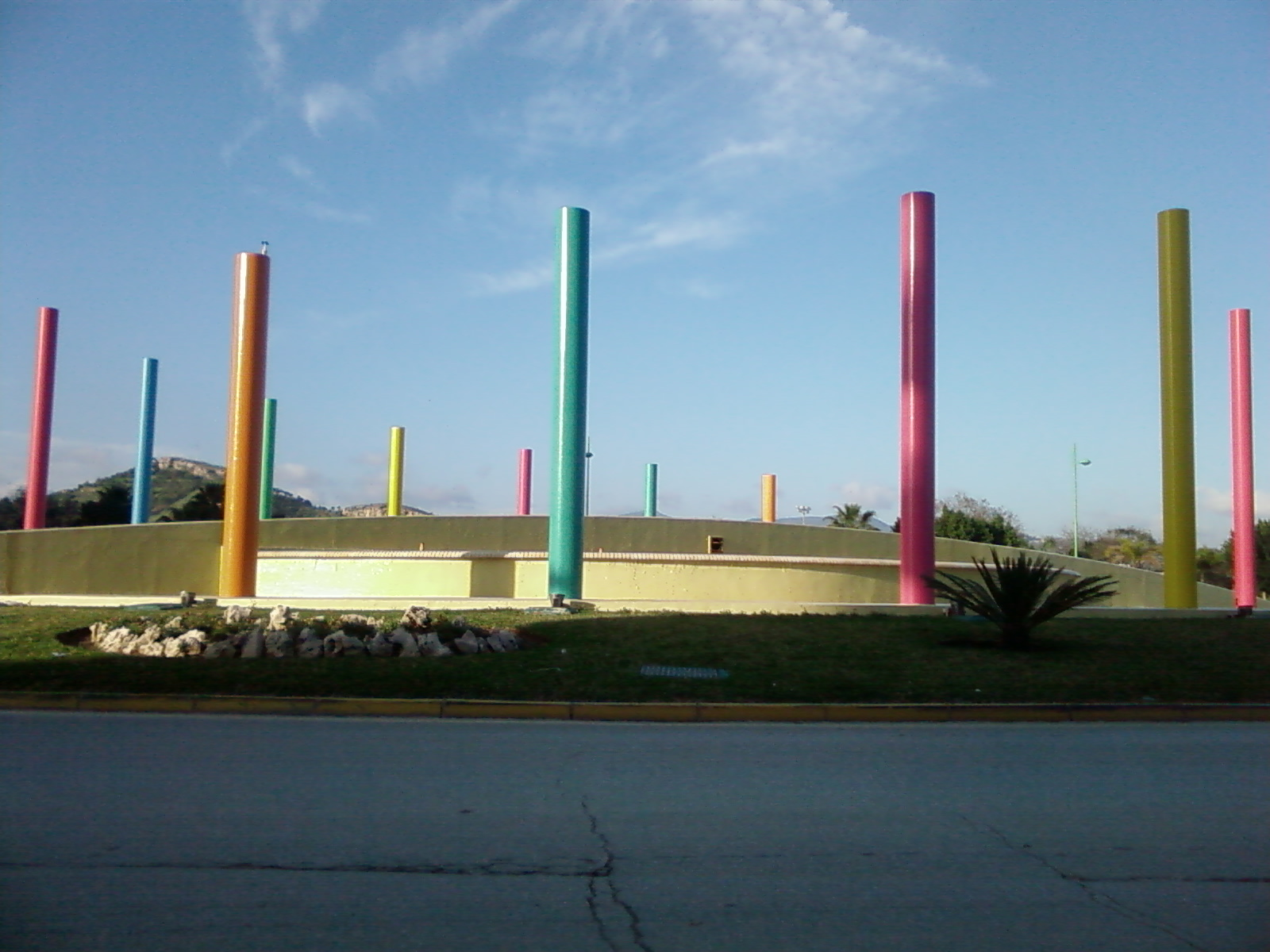
Fuente de los Colores

Teatinos o Teatinos Este es un barrio de la ciudad española de Málaga perteneciente al distrito Teatinos-Universidad. Según la delimitación oficial del ayuntamiento, limita al norte con el barrio de La Alcubilla; al este, con los barrios de Camino de Antequera y La Barriguilla; al sur, con Cortijo Alto; y al oeste con los barrios de Hacienda Capitán y Hacienda Bizcochero. Teatinos es el barrio más conocido y el que da nombre a todo el distrito, siendo un barrio de reciente creación y en el que hay amplios bulevares, zonas verdes, complejos residenciales, colegios, bares, restaurantes, heladerías, y zonas de ocio.

En el actual barrio, se encontraban históricamente la Hacienda Teatinos y la Huerta Teatinos, unas fincas perteneciente a la Compañía de los Jesuitas, que se establecieron en la ciudad de Málaga en 1572. El nombre de Teatinos, se origina debido a la confusión existente entre padres teatinos y jesuitas por parte del Cabildo de Málaga. En 1810, se desarrolló en las cercanías de Teatinos el combate homónimo, que fue uno de los acontecimientos destacados de la toma de Málaga por parte de los ejércitos de Napoleón Bonaparte. En los años 1970, se eligen los terrenos aledaños al barrio para la construcción de la ciudad universitaria de Málaga, lo que provocó el boom urbanístico en Teatinos y en el resto del distrito. 

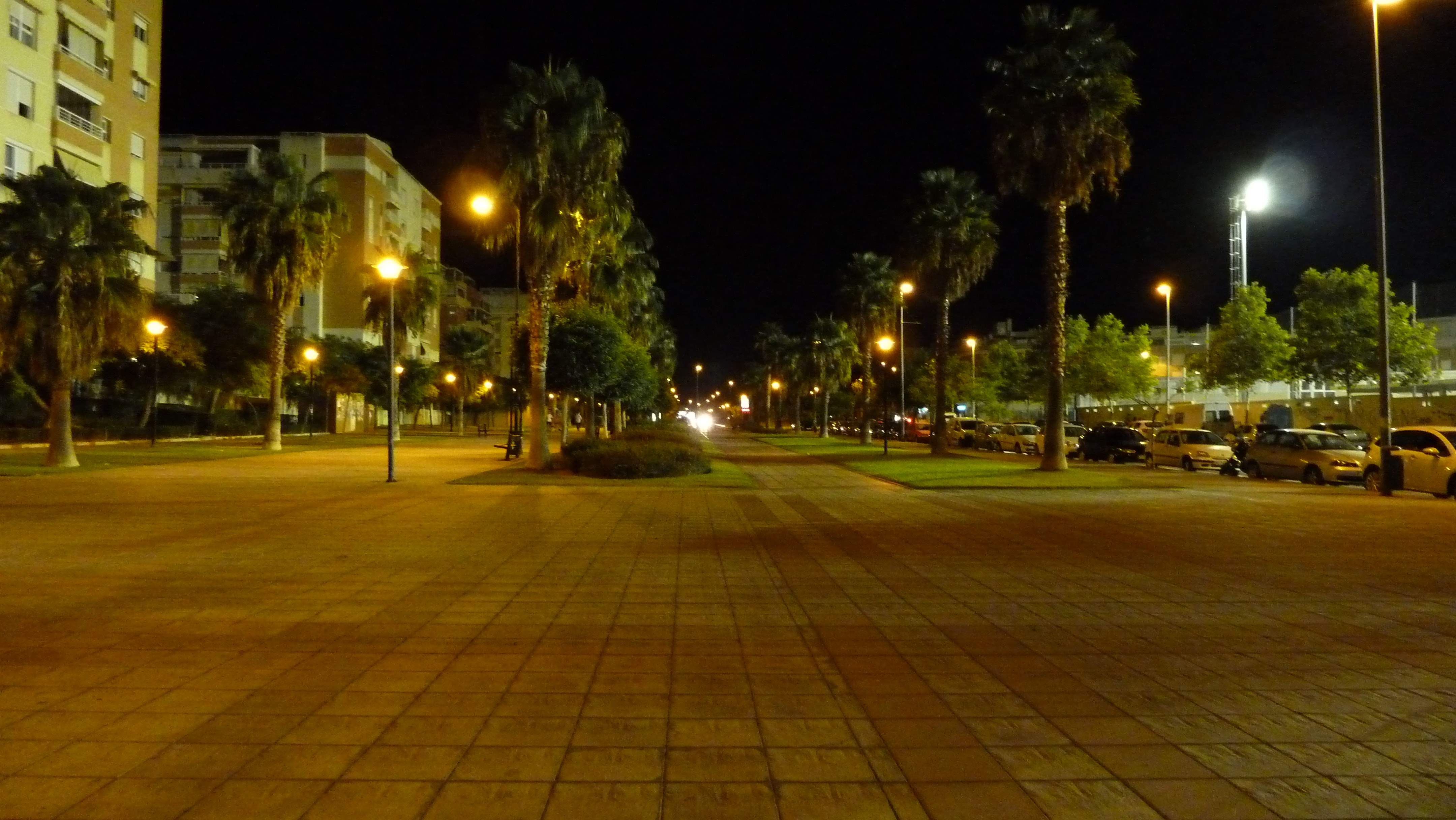
La Avenida Navarro Ledesma a la luz de la Luna

Cerca del barrio de Teatinos se encuentra el campus de la universidad de Málaga y el Hospital Clínico. El barrio está comunicado con el resto de la ciudad mediante bus y metro. Teatinos también es conocido por su cantidad de bares y restaurantes, los cuales son acogidos por una gran afluencia de personas diariamente.

## Transporte público
La línea 1 del metro de Málaga discurre cerca del barrio de Teatinos. La estación más cercana es la de Ciudad de la Justicia que se dirige en dirección oeste hacia el Hospital Clínico y hacia la Universidad y, en dirección este, hacia el centro histórico de la ciudad finalizando en la estación de Renfe Málaga-María Zambrano. 
En autobús queda conectado mediante las siguientes líneas de la EMT: 
| Línea | Trayecto                                                    | Frecuencia                              |
| ----- | ----------------------------------------------------------- | --------------------------------------- |
| 8     | El Palo (P. Virginia) -Alameda Principal - Hospital Clínico | 13 minutos                              |
| 11    | Universidad - Alameda Principal - El Palo (P. Virginia)     |                                         |
| 14    | Paseo de la Farola - Teatinos                               | 11 minutos                              |
| 21    | Alameda Principal - Puerto de la Torre                      | 12 minutos                              |
| 23    | Alameda Principal - Parque Cementerio                       | 25-30 minutos                           |
| N4    | Alameda Principal - Puerto de la Torre                      | 23.30, 1.00 (Alameda) 0.15 (Pto. Torre) |

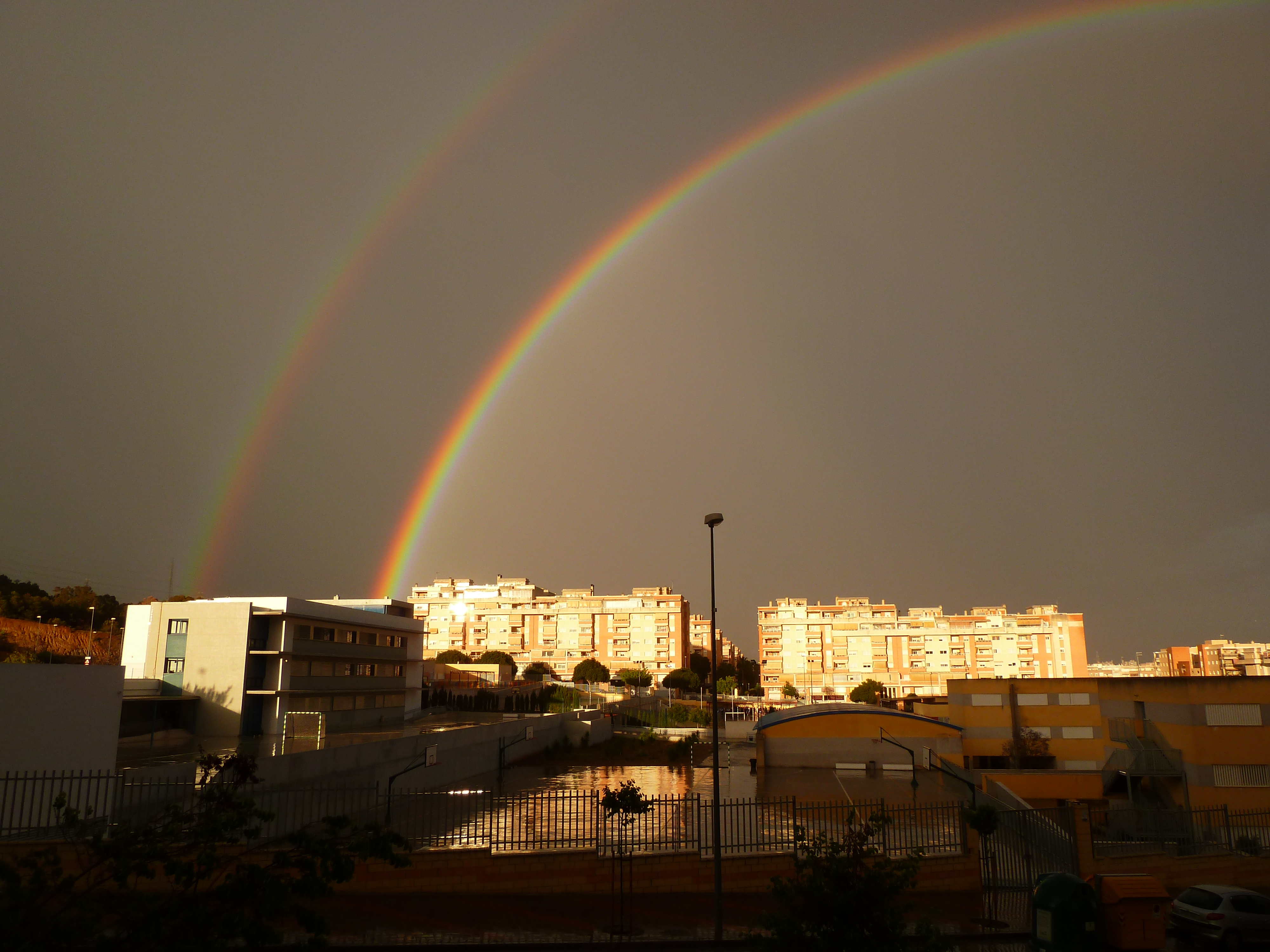
Teatinos (Málaga)

Líneas de autobús interurbano adscritas al Consorcio de Transporte Metropolitano del Área de Málaga
| Línea | Trayecto                                        |
| ----- | ----------------------------------------------- |
| M-114 | Mijas-Teatinos                                  |
| M-116 | Benalmádena-Teatinos                            |
| M-143 | Alhaurín de la Torre-Teatinos                   |
| M-146 | Cártama-El Sexmo-Teatinos-Málaga                |
| M-147 | Málaga-Teatinos-Cártama                         |
| M-166 | Los Rubios-Rincón de la Victoria-Teatinos       |
| M-231 | Málaga-Pizarra-Álora (Ruta)                     |
| M-233 | Málaga-Pizarra-Álora (Directo)                  |
| M-234 | Málaga-Pizarra (Ruta)                           |
| M-330 | Málaga-Zalea-El Burgo                           |
| M-331 | Málaga-Zalea-Ronda                              |
| M-332 | Málaga-Zalea-Algodonales                        |
| M-333 | Málaga-Zalea-Casarabonela-Alozaina              |
| M-336 | Guaro-Málaga (Por Alhaurín el Grande y Cártama) |
| M-344 | Málaga-Tolox (por Cártama y Alhaurín el Grande) |
| M-345 | Málaga-Coín (por Cártama)                       |